# جاده خاکی
جاده خاکی یک فیلم جاده‌ای به کارگردانی پناه پناهی محصول سال ۲۰۲۱ است. این فیلم در بخش دوهفتهٔ کارگردانان هفتاد و چهارمین دورهٔ جشنوارهٔ کن و بخش افق‌های پنجاه و دومین دورهٔ جشنوارهٔ کارلووی واری به نمایش درآمده است.
جاده خاکی همچنین برای اکران در بخش اصلی پنجاه و نهمین دورهٔ جشنوارهٔ فیلم نیویورک انتخاب شده‌است. این فیلم نخستین فیلم به کارگردانی پناه پناهی است.این فیلم در بخش اصلی شصت و پنجمین دوره جشنواره بین‌المللی فیلم لندن برنده جایزه بهترین فیلم شد.

## بازیگران
- پانته‌آ پناهی‌ها در نقش مادر
- حسن معجونی در نقش پدر
- رایان سرلک در نقش برادر کوچک
- امین سیمیار در نقش برادر بزرگ
- بهرام ارک